# Marienkirche (Szczyrk)
Die Marienkirche (polnisch Sanktuarium Maryjne w Szczyrku), auch Heiligtum auf dem Berg genannt (polnisch Sanktuarium „Na Górce“), in Szczyrk, Polen, ist eine katholische Kirche. Sie ist ein Marienheiligtum.

## Geschichte
Die Marienerscheinung in Szczyrk soll sich 1894 ereignet haben. Die erste Holzkirche wurde noch im 19. Jahrhundert errichtet. Der derzeitige Bau wurde 1912 begonnen und nach dem Ersten Weltkrieg vollendet. Die Salesianer Don Boscos aus Auschwitz sind seit 1938 für die Kirche zuständig. 1948 wurde die Kirche umgebaut.